# Elecciones presidenciales de Costa Rica de 1910
En las elecciones presidenciales de Costa Rica de 1910 resultó elegido por primera vez el liberal Ricardo Jiménez Oreamuno, quien a futuro sería electo presidente dos veces más (no concecutivas). Venció por amplio margen al expresidente Rafael Iglesias Castro, quien había sido un gobernante autoritario y fue obligado a dejar el poder por los liberales. Estas fueron las últimas elecciones que se realizaron con votaciones indirectas —donde los votantes comunes escogían electores que luego votaban por el presidente, de forma similar al sistema de colegio electoral de los Estados Unidos— ya que en las siguientes se implementó por primera vez el sufragio universal directo.
El 24 de enero de 1909 se realizó en el Teatro Variedades la Convención Nacional Republicana en donde unos dos mil delegados escogieron casi unánimemente a Ricardo Jiménez Oreamuno como candidato presidencial del Partido Republicano. Esta fue la primera vez que en el país se realizó una convención nacional o primaria de un partido político
Jiménez Oreamuno gozaba de gran popularidad y respaldo, entre otras cosas, por su oposición a las empresas extranjeras que hacían daño al país. El líder del Partido Republicano Máximo Fernández Alvarado entendió esto e hizo un llamado a sus partidarios para que apoyaran a Jiménez, quien venció en los comicios.

## Resultados
Electores de primer grado
| Voto popular | Voto popular | Voto popular | Voto popular | Voto popular |
| ------------ | ------------ | ------------ | ------------ | ------------ |
|              |              |              |              |              |
| Jiménez      | Jiménez      |              | 71.89 %      | 71.89 %      |
| Iglesias     | Iglesias     |              | 28.11 %      | 28.11 %      |

| Candidato | Candidato                | Partido     | Votos  | %     |
| --------- | ------------------------ | ----------- | ------ | ----- |
|           | Ricardo Jiménez Oreamuno | Republicano | 39,023 | 71.89 |
|           | Rafael Iglesias Castro   | Civil       | 15,256 | 28.11 |
| Total     | Total                    | Total       | 54,279 | 100   |
| Fuente:   |                          |             |        |       |

| San José   | 76.62 | 23.38 |
| Alajuela   | 62.93 | 37.07 |
| Cartago    | 91.72 | 8.28  |
| Heredia    | 73.40 | 26.60 |
| Guanacaste | 55.21 | 44.79 |
| Puntarenas | 64.62 | 35.38 |
| Limón      | 26.41 | 73.59 |
| Total      | 71.21 | 28.78 |
| Fuente:    |       |       |

Electores de segundo grado
| Voto electoral | Voto electoral | Voto electoral | Voto electoral | Voto electoral |
| -------------- | -------------- | -------------- | -------------- | -------------- |
|                |                |                |                |                |
| Jiménez        | Jiménez        |                | 95.83 %        | 95.83 %        |
| Iglesias       | Iglesias       |                | 4.17 %         | 4.17 %         |

| San José   | 294 | -  |
| Alajuela   | 201 | 3  |
| Cartago    | 138 | -  |
| Heredia    | 105 | -  |
| Guanacaste | 42  | 33 |
| Puntarenas | 44  | -  |
| Limón      | 4   | -  |
| Total      | 828 | 36 |
| Fuente:    |     |    |